# Иден-Прери (город, Миннесота)
Иден-Прери (англ. Eden Prairie) — город в округе Хеннепин, штат Миннесота, США. На площади 91,2 км² (83,9 км² — суша, 7,3 км² — вода), согласно переписи 2010 года, проживают 62 407 человек. Плотность населения составляет 654,4 чел./км².
- Телефонный код города — 952
- Почтовый индекс — 55344, 55346, 55347
- FIPS-код города — 27-18116[1]
- GNIS-идентификатор — 0643164[2]

## История
В 1960 году инвесторы приобрели в Форест-Сити (Айова) убыточный завод по производству жилых автоприцепов и основали компанию Winnebago Industries, которая впоследствии стала одним из крупнейших работодателей в регионе. Впоследствии штаб-квартира Winnebago была перенесена в Иден-Прери, что стало ощутимым подспорьем для городского бюджета.